# Emilie Claeys
Emelia Maria (Emilie) Claeys (Gent, 9 mei 1855 - aldaar, 16 februari 1943) was een Belgisch socialistisch vrouwenrechtenactiviste.

## Levensloop
Ze werd geboren in een arbeidersgezin waarvan de vader al vroeg overleed en werkte zelf als spinster en dienstmeisje. Ze werd katholiek opgevoed maar keerde zich hier later van af omdat ze voelde dat de kerk aan de kant van de maatschappelijke onderdrukkers stond. Tijdens haar werkzaamheden als spinster zag ze hoe slecht vrouwen in de textielarbeid werden behandeld en dat ze minder kregen betaald dan mannen die precies hetzelfde werk deden. Ook kreeg ze twee buitenechtelijke dochters van een man die hoger op de maatschappelijke ladder stond en daardoor niet met haar trouwde, wat bijdroeg aan haar betrokkenheid bij het feminisme. 
Claeys werd in 1886 voorzitster van de Socialistische Propagandaclub voor vrouwen, onderdeel van de Belgische Werkliedenpartij (BWP). Door de tussenkomst van de vrouwenclub nam de partij in 1893 het stemrecht voor vrouwen op in haar programma (maar het werd later herzien, en uiteindelijk in België pas gerealiseerd in 1948). Naast vrouwenstemrecht maakte Claeys zich ook sterk voor gelijke arbeid voor vrouwen zodat zij financieel onafhankelijk zouden kunnen zijn. Vrouwen moesten zich bevrijden van kapitalistische uitbuiting én van onderdrukking door hun echtgenoten. Van 1892 tot 1896 zat Claeys in de raad van bestuur van de Gentse Bond Moyson en ondertussen gaf ze diverse brochures over vrouwenrechten uit. In 1893 werd Claeys verkozen tot de Landelijke Raad van de BWP en vertegenwoordigde ze Vlaanderen op het Internationaal Socialistische Arbeiderscongres in Zurich. In datzelfde jaar werd ze uitgever van de socialistische krant Vooruit (1884–1991) en richtte Claeys samen met Nellie van Kol de Hollandsch-Vlaamsche Vrouwenbond op, met het bijbehorende maandblad De Vrouw. Claeys en Van Kol hielden zich naast gelijke rechten en kansen voor vrouwen ook bezig met geboortebeperking en voorbehoedsmiddelen, waardoor De Vrouw in België op de katholieke index van verboden lectuur terechtkwam. Haar stukken over geboortebeperking ondertekende ze met de naam 'Lilian'. Niet alleen de kerk, maar ook andere leden van de BWP waren het oneens met geboortebeperking. 
Haar neomalthusiaanse brochure Een ernstig woord leidde in 1894 tot een huiszoeking en een gerechtelijk onderzoek, dat evenwel niet uitmondde in een assisenproces. Claeys raakte steeds meer gedesillusioneerd door het gebrek aan steun voor de vrouwenbeweging bij de BWP en nam ontslag uit de partij, al dan niet gedwongen. Wel bleef ze nog actief bij Vooruit, tot de krant Het Volk in 1896 uitbracht dat ze samenwoonde met een getrouwde man. Ze verdedigde zich dat het een betalende gast was, maar een gerechtelijke betrapping op overspel weersprak dat. Opnieuw werd ze niet voor de rechtbank vervolgd, maar ze besloot haar politieke carrière te beëindigen. Met Van Kol werd ze actief in het Leger des Heils. Claeys leidde vervolgens een teruggetrokken leven tot ze in 1943 berooid stierf.